# .bi
.bi là tên miền Internet quốc gia (ccTLD) dành cho Burundi. Nó được quản lý bởi NIC.BI của Trung tâm Tin học Quốc gia Burundi.